# Les Invisibles (film, 2012)
Pour les articles homonymes, voir Les Invisibles.
Pour plus de détails, voir Fiche technique et Distribution.
Les Invisibles est un documentaire français écrit et réalisé par Sébastien Lifshitz et sorti en 2012.

## Synopsis
Des hommes et des femmes qui, nés dans l'entre-deux-guerres, n'ont aucun point commun sinon d'être homosexuels et d'avoir choisi de le vivre au grand jour à une époque où la société rejetait l'homosexualité. Ils ont aimé, désiré, lutté pour se faire reconnaître. Aujourd'hui, ils racontent ce que fut cette vie insoumise, partagée entre la volonté de rester des gens comme les autres et l'obligation de s'inventer une liberté pour s'épanouir.

## Fiche technique
- Titre : Les Invisibles
- Réalisation : Sébastien Lifshitz
- Photographie : Antoine Parouty
- Montage : Pauline Gaillard et Tina Baz
- Société de production : Zadig Productions, en association avec Cinémage 6
- Pays d'origine :  France
- Langue : français
- Genre : documentaire
- Durée : 115 minutes
- Date de sortie : 2012

## Distribution
Yann et Pierre, Bernard et Jacques, Pierrot, Thérèse, Christian, Catherine et Elisabeth, Monique, Jacques

## Genèse du film
Sébastien Lifshitz a passé près d'un an et demi à chercher les témoins nécessaires au tournage de son documentaire. Il a contacté pour cela de nombreuses associations françaises, notamment ARIS à Lyon. Lifshitz a rencontré 70 personnes et a filmé 10 portraits de couples ou d'individus, dont certains n'ont pas été retenus dans le montage final.

## Distinctions
Pour ce documentaire et le suivant, Bambi (2013), Sébastien Lifshitz reçoit en mars 2014 le prix Pierre Guénin contre l'homophobie et pour l’égalité des droits : selon le communiqué de l'association SOS homophobie, « le travail de Sébastien Lifshitz rend visible non seulement la population LGBT mais surtout ses catégories les plus oubliées ».

### Récompenses
- 2013 : César du meilleur film documentaire
- 2012 : Festival Chéries-Chéris : Grand prix du film documentaire
- 2012 : Face à Face Festival du film gay et lesbien de Saint-Étienne : Prix du public - Grand prix du long-métrage
- 2013 : Étoile d'or du cinéma français pour le meilleur documentaire[3]
- 2012 : Prix du public au Festival Âge d'or-Cinédécouvertes (Bruxelles)

### Nomination
- 2012 : British Film Institute Awards : Grierson Award